# أحمد بهبهاني
أحمد يوسف بهبهاني (15 أكتوبر 1941 - 17 يونيو 2020) صحفي كويتي، شغل منصب رئيس اتحاد الصحفيين العرب، ورئيس أسبق لمجلس إدارة جمعية الصحفيين في الكويت لأكثر من 29 عام. يعتبر بهبهاني أول كويتي وخليجي يترأس اتحاد الصحفيين العرب، كما كان رئيسًا شرفيًا لحملة الشارة الدولية لحماية الصحافيين، وشغل عضوية المعهد الدولي للصحافة ومجلس إدارة جائزة الصحافة العربية في دبي وعضوية نادي لوس أنجلوس للصحافة. كما كان نائبًا لرئيس مجلس إدارة وكالة الأنباء الكويتية ونائبًا لرئيس مجلس إدارة الجمعية الكويتية لحماية حقوق الملكية الفكرية.

## نشأته
ولد بهبهاني في 15 أكتوبر 1941، ودرس المرحلة الابتدائية والمتوسطة في مدارس الأحمدية والمباركية، وأكمل تعليمه الثانوي في ثانوية الشويخ، وحصل على شهادة الثانوية العامة عام 1960. ولد بهبهاني لأسرة امتهنت التجارة أبا عن جد. عمل بهبهاني مع شقيقه مراد في شركة السيارات التي تمتلكها العائلة، من عام 1962 حتى 1974، ثم اتجه للبدء بمشاريعه التجارية الخاصة، فأسس مؤسسة تجارية تحمل اسمه، وتنوعت أعمالها بين الخدمي والقطاع التجاري والمقاولات.
حصل على بكالوريوس آداب قسم التاريخ من جامعة بيروت العربية عام 1970، وعلى دبلوم إدارة أعمال من جامعة جنيف بسويسرا. وهو عضو سابق بالشركة الدولية الكويتية للاستثمار.

## مسيرته
ترأس بهبهاني مجلس إدارة شركة دار اليقظة للصحافة والنشر، وهي الشركة الناشرة لمجلات: اليقظة الصادرة عام 1967 (والتي اشترى نصف امتيازها عام 1974 ثم أصبح امتيازها بالكامل له بعد سنتين)، والاقتصادية الجديدة، ودلال الصادرة في 1998، والأبعاد الخفية، وهي وهو. وشغل بهبهاني منصب رئاسة مجلس إدارة البنك الأهلي منذ 2003 وحتى استقالته عام 2014 لظروف صحية.
شغل بهبهاني منصب نائب رئيس مجلس إدارة وكالة الأنباء الكويتية، وفاز بعضوية المعهد الدولي للصحافة، وعضوية نادي لوس أنجلوس للصحافة، وحاز منصب نائب رئيس اتحاد الصحافيين العرب عام 1996، وانتخب رئيساً له خلال فعاليات المؤتمر الثاني عشر للاتحاد بالقاهرة عام 2013، ليصبح بذلك أول رئيس كويتي وخليجي للاتحاد. كما اختير رئيساً شرفياً لحملة الشارة الدولية لحماية الصحافيين بعد قرار من مجلس إدارة الحملة من مقرها الرئيسي في جنيف، اعترافًا بدوره في الدفاع عن الصحافيين وقضاياهم.

## آراؤه وسياساته
كان لدى بهبهاني سياسة تحفظية في إدارته للبنك الأهلي الكويتي، عن ذلك قال بهبهاني: «إن هذا الأداء الجيد للبنك الأهلي الكويتي هو ثمرة السياسات والاستراتيجيات المتحفظة والقرارات التي اتخذها البنك في ظل الظروف الاقتصادية السائدة والتحديات مع ضعف البيئة التشغيلية، لقد نجحنا في تدعيم الميزانية عن طريق رصد المزيد من المخصصات الاحترازية واستبدال الأصول بأصول أخرى ذات عائد أفضل وأكثر ضمانا، كما حافظ البنك على تصنيفه بالدرجة الاستثمارية مع وضع مستقبلي مستقر حسب التصنيف الائتماني لوكالات التصنيف الدولية الخارجية». فيما يتعلق برؤيته لاقتصاد الكويت، كان يطالب بإقرار العديد من القوانين التي رأى أن إقرارها واجب لإعادة هيكلة الاقتصاد ودفع عجلته إلى الأمام، ودعى لإعطاء القطاع الخاص دورا في عمليات التنمية وتبسيط الإجراءات وتجاوز البيروقراطية لتشجيع المستثمرين ومعالجة القضايا الاقتصادية بسرعة. نجح البنك الأهلي الكويتي، خلال فترة عمله، في تجاوز الأزمة المالية العالمية عام 2008، وحقق نموا في الأرباح والنتائج المالية، نتيجة نمو النشاط التشغيلي والتوسع في الاستثمارات وتطبيق إستراتيجية تركز على الاستثمار في الأصول الجيدة، مع تقديم خدمات مصرفية جديدة، والتوسع في شبكة فروع البنك.
رأى بهبهاني أن الصحافة هي «مرآة المجتمع التي تعبر عن القضايا التي تهم الشعب الكويتي» وبالتحديد تلك الاقتصادية، إذ اعتبر أن المجتمع الكويتي هو مجتمع تجاري منذ البدء، أي قبل ظهور النفط.

## وفاته
توفي بهبهاني في يونيو 2020 بعد صراع مع المرض لعدة أعوام، ونعاه العديد من كبار الشخصيات السياسية ومنها الأمير الكويتي صباح الأحمد، ونواف الأحمد ولي العهد حينها، وصباح الخالد رئيس مجلس الوزراء الكويتي. كما نعاه الاتحاد العام للصحافيين العرب، وجمعية الصحفيين البحرينية، ونقيب الصحفيين المصري ضياء رشوان.